# Euclystis invidiosa
Euclystis invidiosa är en fjärilsart som beskrevs av William Schaus 1911. Euclystis invidiosa ingår i släktet Euclystis och familjen nattflyn. Inga underarter finns listade i Catalogue of Life.